# 1431
Portal Geschichte | Portal Biografien | Aktuelle Ereignisse | Jahreskalender | Tagesartikel

◄ |
14. Jahrhundert |
15. Jahrhundert
| 16. Jahrhundert | ►

◄ |
1400er |
1410er |
1420er |
1430er
| 1440er | 1450er | 1460er | ►

◄◄ |
◄ |
1427 |
1428 |
1429 |
1430 |
1431
| 1432 | 1433 | 1434 | 1435 | ► | ►►
Staatsoberhäupter  · Nekrolog
| Januar | Januar | Januar | Januar | Januar | Januar | Januar | Januar |
| Kw     | Mo     | Di     | Mi     | Do     | Fr     | Sa     | So     |
| 1      | 1      | 2      | 3      | 4      | 5      | 6      | 7      |
| 2      | 8      | 9      | 10     | 11     | 12     | 13     | 14     |
| 3      | 15     | 16     | 17     | 18     | 19     | 20     | 21     |
| 4      | 22     | 23     | 24     | 25     | 26     | 27     | 28     |
| 5      | 29     | 30     | 31     |        |        |        |        |
| ------ | ------ | ------ | ------ | ------ | ------ | ------ | ------ |

| Februar | Februar | Februar | Februar | Februar | Februar | Februar | Februar |
| Kw      | Mo      | Di      | Mi      | Do      | Fr      | Sa      | So      |
| 5       |         |         |         | 1       | 2       | 3       | 4       |
| 6       | 5       | 6       | 7       | 8       | 9       | 10      | 11      |
| 7       | 12      | 13      | 14      | 15      | 16      | 17      | 18      |
| 8       | 19      | 20      | 21      | 22      | 23      | 24      | 25      |
| 9       | 26      | 27      | 28      |         |         |         |         |
| ------- | ------- | ------- | ------- | ------- | ------- | ------- | ------- |

| März | März | März | März | März | März | März | März |
| Kw   | Mo   | Di   | Mi   | Do   | Fr   | Sa   | So   |
| 9    |      |      |      | 1    | 2    | 3    | 4    |
| 10   | 5    | 6    | 7    | 8    | 9    | 10   | 11   |
| 11   | 12   | 13   | 14   | 15   | 16   | 17   | 18   |
| 12   | 19   | 20   | 21   | 22   | 23   | 24   | 25   |
| 13   | 26   | 27   | 28   | 29   | 30   | 31   |      |
| ---- | ---- | ---- | ---- | ---- | ---- | ---- | ---- |

| April | April | April | April | April | April | April | April |
| Kw    | Mo    | Di    | Mi    | Do    | Fr    | Sa    | So    |
| 13    |       |       |       |       |       |       | 1     |
| 14    | 2     | 3     | 4     | 5     | 6     | 7     | 8     |
| 15    | 9     | 10    | 11    | 12    | 13    | 14    | 15    |
| 16    | 16    | 17    | 18    | 19    | 20    | 21    | 22    |
| 17    | 23    | 24    | 25    | 26    | 27    | 28    | 29    |
| 18    | 30    |       |       |       |       |       |       |
| ----- | ----- | ----- | ----- | ----- | ----- | ----- | ----- |

| Mai | Mai | Mai | Mai | Mai | Mai | Mai | Mai |
| Kw  | Mo  | Di  | Mi  | Do  | Fr  | Sa  | So  |
| 18  |     | 1   | 2   | 3   | 4   | 5   | 6   |
| 19  | 7   | 8   | 9   | 10  | 11  | 12  | 13  |
| 20  | 14  | 15  | 16  | 17  | 18  | 19  | 20  |
| 21  | 21  | 22  | 23  | 24  | 25  | 26  | 27  |
| 22  | 28  | 29  | 30  | 31  |     |     |     |
| --- | --- | --- | --- | --- | --- | --- | --- |

| Juni | Juni | Juni | Juni | Juni | Juni | Juni | Juni |
| Kw   | Mo   | Di   | Mi   | Do   | Fr   | Sa   | So   |
| 22   |      |      |      |      | 1    | 2    | 3    |
| 23   | 4    | 5    | 6    | 7    | 8    | 9    | 10   |
| 24   | 11   | 12   | 13   | 14   | 15   | 16   | 17   |
| 25   | 18   | 19   | 20   | 21   | 22   | 23   | 24   |
| 26   | 25   | 26   | 27   | 28   | 29   | 30   |      |
| ---- | ---- | ---- | ---- | ---- | ---- | ---- | ---- |

| Juli | Juli | Juli | Juli | Juli | Juli | Juli | Juli |
| Kw   | Mo   | Di   | Mi   | Do   | Fr   | Sa   | So   |
| 26   |      |      |      |      |      |      | 1    |
| 27   | 2    | 3    | 4    | 5    | 6    | 7    | 8    |
| 28   | 9    | 10   | 11   | 12   | 13   | 14   | 15   |
| 29   | 16   | 17   | 18   | 19   | 20   | 21   | 22   |
| 30   | 23   | 24   | 25   | 26   | 27   | 28   | 29   |
| 31   | 30   | 31   |      |      |      |      |      |
| ---- | ---- | ---- | ---- | ---- | ---- | ---- | ---- |

| August | August | August | August | August | August | August | August |
| Kw     | Mo     | Di     | Mi     | Do     | Fr     | Sa     | So     |
| 31     |        |        | 1      | 2      | 3      | 4      | 5      |
| 32     | 6      | 7      | 8      | 9      | 10     | 11     | 12     |
| 33     | 13     | 14     | 15     | 16     | 17     | 18     | 19     |
| 34     | 20     | 21     | 22     | 23     | 24     | 25     | 26     |
| 35     | 27     | 28     | 29     | 30     | 31     |        |        |
| ------ | ------ | ------ | ------ | ------ | ------ | ------ | ------ |

| September | September | September | September | September | September | September | September |
| Kw        | Mo        | Di        | Mi        | Do        | Fr        | Sa        | So        |
| 35        |           |           |           |           |           | 1         | 2         |
| 36        | 3         | 4         | 5         | 6         | 7         | 8         | 9         |
| 37        | 10        | 11        | 12        | 13        | 14        | 15        | 16        |
| 38        | 17        | 18        | 19        | 20        | 21        | 22        | 23        |
| 39        | 24        | 25        | 26        | 27        | 28        | 29        | 30        |
| --------- | --------- | --------- | --------- | --------- | --------- | --------- | --------- |

| Oktober | Oktober | Oktober | Oktober | Oktober | Oktober | Oktober | Oktober |
| Kw      | Mo      | Di      | Mi      | Do      | Fr      | Sa      | So      |
| 40      | 1       | 2       | 3       | 4       | 5       | 6       | 7       |
| 41      | 8       | 9       | 10      | 11      | 12      | 13      | 14      |
| 42      | 15      | 16      | 17      | 18      | 19      | 20      | 21      |
| 43      | 22      | 23      | 24      | 25      | 26      | 27      | 28      |
| 44      | 29      | 30      | 31      |         |         |         |         |
| ------- | ------- | ------- | ------- | ------- | ------- | ------- | ------- |

| November | November | November | November | November | November | November | November |
| Kw       | Mo       | Di       | Mi       | Do       | Fr       | Sa       | So       |
| 44       |          |          |          | 1        | 2        | 3        | 4        |
| 45       | 5        | 6        | 7        | 8        | 9        | 10       | 11       |
| 46       | 12       | 13       | 14       | 15       | 16       | 17       | 18       |
| 47       | 19       | 20       | 21       | 22       | 23       | 24       | 25       |
| 48       | 26       | 27       | 28       | 29       | 30       |          |          |
| -------- | -------- | -------- | -------- | -------- | -------- | -------- | -------- |

| Dezember | Dezember | Dezember | Dezember | Dezember | Dezember | Dezember | Dezember |
| Kw       | Mo       | Di       | Mi       | Do       | Fr       | Sa       | So       |
| 48       |          |          |          |          |          | 1        | 2        |
| 49       | 3        | 4        | 5        | 6        | 7        | 8        | 9        |
| 50       | 10       | 11       | 12       | 13       | 14       | 15       | 16       |
| 51       | 17       | 18       | 19       | 20       | 21       | 22       | 23       |
| 52       | 24       | 25       | 26       | 27       | 28       | 29       | 30       |
| 1        | 31       |          |          |          |          |          |          |
| -------- | -------- | -------- | -------- | -------- | -------- | -------- | -------- |

| Januar | Januar | Januar | Januar | Januar | Januar | Januar | Januar |
| Kw     | Mo     | Di     | Mi     | Do     | Fr     | Sa     | So     |
| 1      | 1      | 2      | 3      | 4      | 5      | 6      | 7      |
| 2      | 8      | 9      | 10     | 11     | 12     | 13     | 14     |
| 3      | 15     | 16     | 17     | 18     | 19     | 20     | 21     |
| 4      | 22     | 23     | 24     | 25     | 26     | 27     | 28     |
| 5      | 29     | 30     | 31     |        |        |        |        |
| ------ | ------ | ------ | ------ | ------ | ------ | ------ | ------ |

| Februar | Februar | Februar | Februar | Februar | Februar | Februar | Februar |
| Kw      | Mo      | Di      | Mi      | Do      | Fr      | Sa      | So      |
| 5       |         |         |         | 1       | 2       | 3       | 4       |
| 6       | 5       | 6       | 7       | 8       | 9       | 10      | 11      |
| 7       | 12      | 13      | 14      | 15      | 16      | 17      | 18      |
| 8       | 19      | 20      | 21      | 22      | 23      | 24      | 25      |
| 9       | 26      | 27      | 28      |         |         |         |         |
| ------- | ------- | ------- | ------- | ------- | ------- | ------- | ------- |

| März | März | März | März | März | März | März | März |
| Kw   | Mo   | Di   | Mi   | Do   | Fr   | Sa   | So   |
| 9    |      |      |      | 1    | 2    | 3    | 4    |
| 10   | 5    | 6    | 7    | 8    | 9    | 10   | 11   |
| 11   | 12   | 13   | 14   | 15   | 16   | 17   | 18   |
| 12   | 19   | 20   | 21   | 22   | 23   | 24   | 25   |
| 13   | 26   | 27   | 28   | 29   | 30   | 31   |      |
| ---- | ---- | ---- | ---- | ---- | ---- | ---- | ---- |

| April | April | April | April | April | April | April | April |
| Kw    | Mo    | Di    | Mi    | Do    | Fr    | Sa    | So    |
| 13    |       |       |       |       |       |       | 1     |
| 14    | 2     | 3     | 4     | 5     | 6     | 7     | 8     |
| 15    | 9     | 10    | 11    | 12    | 13    | 14    | 15    |
| 16    | 16    | 17    | 18    | 19    | 20    | 21    | 22    |
| 17    | 23    | 24    | 25    | 26    | 27    | 28    | 29    |
| 18    | 30    |       |       |       |       |       |       |
| ----- | ----- | ----- | ----- | ----- | ----- | ----- | ----- |

| Mai | Mai | Mai | Mai | Mai | Mai | Mai | Mai |
| Kw  | Mo  | Di  | Mi  | Do  | Fr  | Sa  | So  |
| 18  |     | 1   | 2   | 3   | 4   | 5   | 6   |
| 19  | 7   | 8   | 9   | 10  | 11  | 12  | 13  |
| 20  | 14  | 15  | 16  | 17  | 18  | 19  | 20  |
| 21  | 21  | 22  | 23  | 24  | 25  | 26  | 27  |
| 22  | 28  | 29  | 30  | 31  |     |     |     |
| --- | --- | --- | --- | --- | --- | --- | --- |

| Juni | Juni | Juni | Juni | Juni | Juni | Juni | Juni |
| Kw   | Mo   | Di   | Mi   | Do   | Fr   | Sa   | So   |
| 22   |      |      |      |      | 1    | 2    | 3    |
| 23   | 4    | 5    | 6    | 7    | 8    | 9    | 10   |
| 24   | 11   | 12   | 13   | 14   | 15   | 16   | 17   |
| 25   | 18   | 19   | 20   | 21   | 22   | 23   | 24   |
| 26   | 25   | 26   | 27   | 28   | 29   | 30   |      |
| ---- | ---- | ---- | ---- | ---- | ---- | ---- | ---- |

| Juli | Juli | Juli | Juli | Juli | Juli | Juli | Juli |
| Kw   | Mo   | Di   | Mi   | Do   | Fr   | Sa   | So   |
| 26   |      |      |      |      |      |      | 1    |
| 27   | 2    | 3    | 4    | 5    | 6    | 7    | 8    |
| 28   | 9    | 10   | 11   | 12   | 13   | 14   | 15   |
| 29   | 16   | 17   | 18   | 19   | 20   | 21   | 22   |
| 30   | 23   | 24   | 25   | 26   | 27   | 28   | 29   |
| 31   | 30   | 31   |      |      |      |      |      |
| ---- | ---- | ---- | ---- | ---- | ---- | ---- | ---- |

| August | August | August | August | August | August | August | August |
| Kw     | Mo     | Di     | Mi     | Do     | Fr     | Sa     | So     |
| 31     |        |        | 1      | 2      | 3      | 4      | 5      |
| 32     | 6      | 7      | 8      | 9      | 10     | 11     | 12     |
| 33     | 13     | 14     | 15     | 16     | 17     | 18     | 19     |
| 34     | 20     | 21     | 22     | 23     | 24     | 25     | 26     |
| 35     | 27     | 28     | 29     | 30     | 31     |        |        |
| ------ | ------ | ------ | ------ | ------ | ------ | ------ | ------ |

| September | September | September | September | September | September | September | September |
| Kw        | Mo        | Di        | Mi        | Do        | Fr        | Sa        | So        |
| 35        |           |           |           |           |           | 1         | 2         |
| 36        | 3         | 4         | 5         | 6         | 7         | 8         | 9         |
| 37        | 10        | 11        | 12        | 13        | 14        | 15        | 16        |
| 38        | 17        | 18        | 19        | 20        | 21        | 22        | 23        |
| 39        | 24        | 25        | 26        | 27        | 28        | 29        | 30        |
| --------- | --------- | --------- | --------- | --------- | --------- | --------- | --------- |

| Oktober | Oktober | Oktober | Oktober | Oktober | Oktober | Oktober | Oktober |
| Kw      | Mo      | Di      | Mi      | Do      | Fr      | Sa      | So      |
| 40      | 1       | 2       | 3       | 4       | 5       | 6       | 7       |
| 41      | 8       | 9       | 10      | 11      | 12      | 13      | 14      |
| 42      | 15      | 16      | 17      | 18      | 19      | 20      | 21      |
| 43      | 22      | 23      | 24      | 25      | 26      | 27      | 28      |
| 44      | 29      | 30      | 31      |         |         |         |         |
| ------- | ------- | ------- | ------- | ------- | ------- | ------- | ------- |

| November | November | November | November | November | November | November | November |
| Kw       | Mo       | Di       | Mi       | Do       | Fr       | Sa       | So       |
| 44       |          |          |          | 1        | 2        | 3        | 4        |
| 45       | 5        | 6        | 7        | 8        | 9        | 10       | 11       |
| 46       | 12       | 13       | 14       | 15       | 16       | 17       | 18       |
| 47       | 19       | 20       | 21       | 22       | 23       | 24       | 25       |
| 48       | 26       | 27       | 28       | 29       | 30       |          |          |
| -------- | -------- | -------- | -------- | -------- | -------- | -------- | -------- |

| Dezember | Dezember | Dezember | Dezember | Dezember | Dezember | Dezember | Dezember |
| Kw       | Mo       | Di       | Mi       | Do       | Fr       | Sa       | So       |
| 48       |          |          |          |          |          | 1        | 2        |
| 49       | 3        | 4        | 5        | 6        | 7        | 8        | 9        |
| 50       | 10       | 11       | 12       | 13       | 14       | 15       | 16       |
| 51       | 17       | 18       | 19       | 20       | 21       | 22       | 23       |
| 52       | 24       | 25       | 26       | 27       | 28       | 29       | 30       |
| 1        | 31       |          |          |          |          |          |          |
| -------- | -------- | -------- | -------- | -------- | -------- | -------- | -------- |

## Ereignisse

### Politik und Weltgeschehen

#### Hundertjähriger Krieg

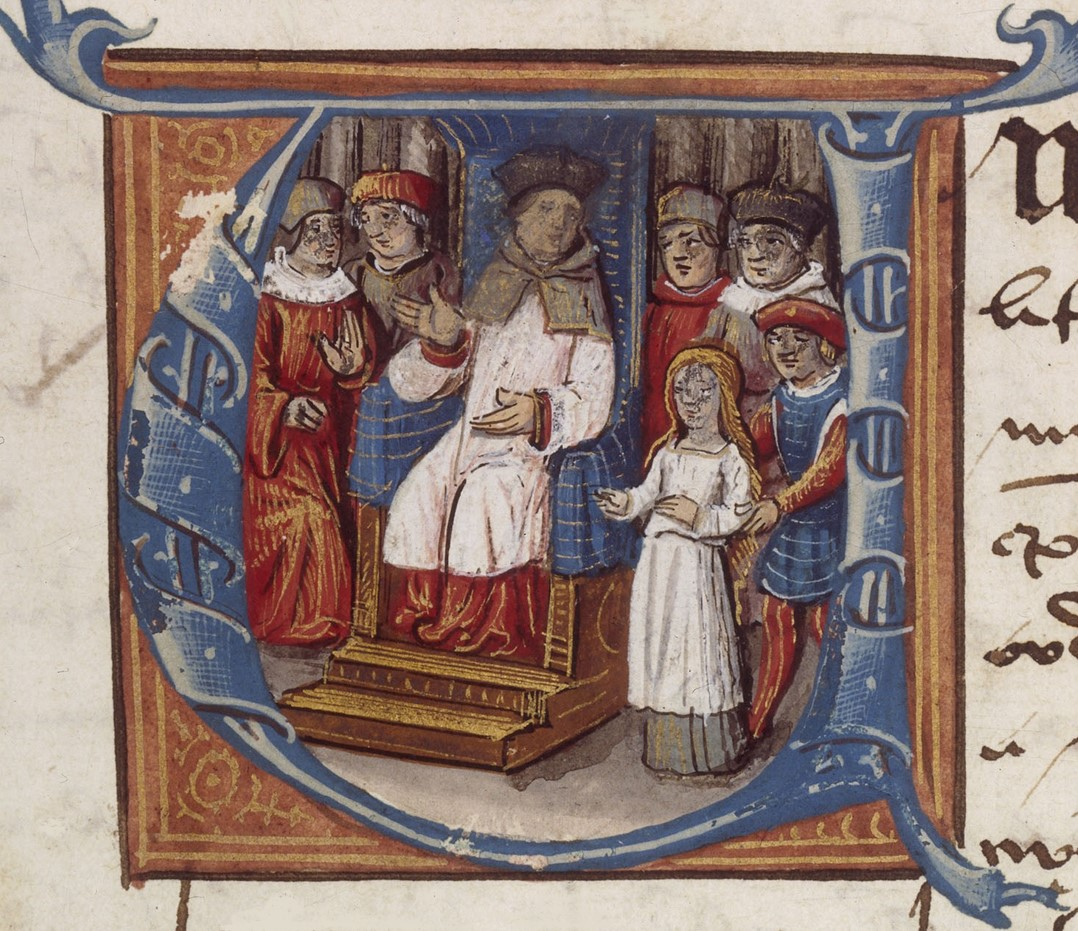
Bischof Petrus Cauchon (M.) beim Prozess gegen Jeanne d´Arc (r.) (Miniatur im Manuscrit d'Urfé, 15. Jh., Paris)

- 9. Januar: Bischof Pierre Cauchon eröffnet in Rouen den Inquisitionsprozess gegen Jeanne d’Arc. Die Anklagepunkte beschuldigen sie unter anderem des Feenzaubers, des Gebrauchs der Alraunenwurzel, der Häresie, der Anbetung von Dämonen und des Mordes, da Jeanne nicht als Soldat anerkannt wurde, und daher alle Männer, die sie in Schlachten besiegte, als Mordopfer zu betrachten wären. Am 19. Mai wird sie in zwölf von 67 Anklagepunkten für schuldig befunden. Als man ihr nach der Urteilsverkündung eröffnet, der Scheiterhaufen erwarte sie, wenn sie ihren Irrglauben nicht einräume, schwört Jeanne ihren Überzeugungen ab. Am 24. Mai wird sie auf dem Friedhof von St-Ouen exkommuniziert. Nach ihrem Abschwören verurteilt man sie als Ketzerin zur lebenslangen Haft.
- 29. Mai: Nach dem Widerruf ihres Geständnisses wird Jeanne d’Arc neuerlich der Prozess gemacht. Unter dem Vorsitz von John of Lancaster, 1. Duke of Bedford, wird sie als „notorisch rückfällige Ketzerin“ zum Tod durch Verbrennen verurteilt.
- 30. Mai: Jeanne d’Arc wird in Rouen auf dem Scheiterhaufen verbrannt, ihre Asche in die Seine gestreut.
- 16. Dezember: Im Alter von 10 Jahren wird der englische König Heinrich VI. in Notre Dame in Paris zum König von Frankreich gekrönt.

#### Hussitenkriege
- 20. Februar: Die zweite Belagerung von Bautzen durch die Hussiten beginnt. Auch diese bleibt letztlich ohne Erfolg.
- Februar/März: Auf dem Reichstag zu Nürnberg unter König Sigismund wird ein Beschluss zur Bekämpfung der Hussiten gefasst.
- 14. August: Der entscheidende Sieg der Hussiten unter Andreas Prokop in der Schlacht bei Taus führt zum Ende des von Kardinal Giuliano Cesarini geführten katholischen Kreuzzuges in Böhmen und bewegt Papst Eugen IV., eine Verhandlungslösung anzustreben.

#### Reconquista
- Mai: Ridwân Banûegas, Wesir des von Emir Muhammad IX. aus der Dynastie der Nasriden ermordeten Muhammad VIII., sucht den kastilischen König Johann II. an dessen Hof in Córdoba auf und bietet ihm seine Unterstützung an, mit Yusuf ibn al-Mawl einen loyalen Herrscher in Granada zu installieren.
- 1. Juli: Reconquista: In der Schlacht von La Higueruela in der Vega des Genil nahe Granada siegt das Königreich Kastilien unter der Führung des Condestablen Álvaro de Luna über das Emirat von Granada. Emir Muhammad IX. wird gestürzt und durch den kastilienfreundlichen Yusuf IV. ersetzt.

#### Weitere Ereignisse in Europa
- 2. Juli: Die Schlacht von Bulgnéville um das Erbe des Herzogtums Lothringen nach dem am 25. Januar verstorbenen Karl II. bringt dem Grafen Anton von Vaudemont trotz seines Sieges und der Gefangennahme seines Widersachers Rene von Provence und Anjou keinen langfristigen Vorteil, da der deutsche König Sigismund seiner Belehnung entgegentritt.
- Auf dem Italienzug König Sigismunds erfolgt seine Krönung zum König von Italien.
- Die Portugiesen beginnen auf der Insel Santa Maria mit der Besiedlung der Azoren. Auf Initiative von Isabella von Portugal, der Schwester Heinrichs des Seefahrers, die mit Philipp dem Guten von Burgund verheiratet ist, gehören zu den frühen Siedlern nicht nur portugiesische Bauern, sondern auch Flamen, da die Niederlande zum Herrschaftsbereich von Burgund gehörten.

#### Asien
- Das Thai-Königreich Ayutthaya erobert Angkor und beendet die Vormachtstellung der Khmer in Südostasien.

### Wissenschaft und Technik
- Die Universität von Poitiers wird per päpstlicher Bulle durch Papst Eugen IV. und König Karl VII. von Frankreich gegründet.

### Kultur

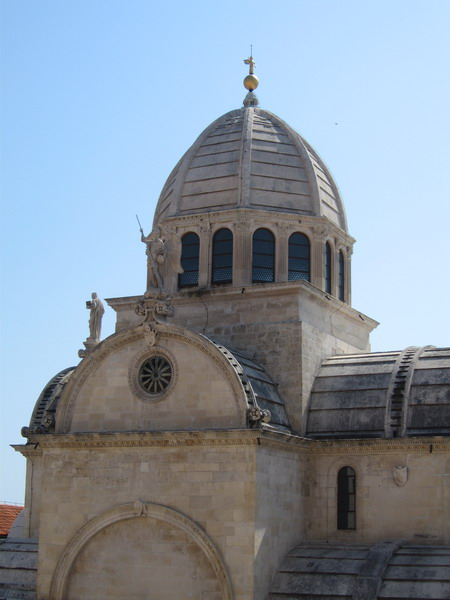
Kuppel der Kathedrale

- Der Bau der Kathedrale des Heiligen Jakob in Šibenik in Dalmatien beginnt. Der venezianische Renaissance-Baumeister Giorgio da Sebenico legt den Grundplan einer dreischiffigen Basilika mit Apsiden und Vierungskuppel zugrunde.

### Gesellschaft
- 27. November: Herzog Philipp III. von Burgund erlässt die Statuten des von ihm ins Leben gerufenen Ritterordens vom Goldenen Vlies.

### Religion
- 3. März: Gabriele Condulmer wird vom Konklave als Nachfolger des am 20. Februar verstorbenen Martin V. zum Papst gewählt und nimmt den Namen Eugen IV. an.
- 23. oder 29. Juli: Papst Eugen IV. eröffnet das noch von seinem Vorgänger einberufene Konzil von Basel.
- 12. November oder 18. Dezember: Eugen IV., der den Primat des Papstes vertritt, löst das Konzil mit der Konsistorialbulle Quoniam alto auf und ruft alternativ eine Versammlung in Bologna ein.
- 14. Dezember: Das Basler Konzil steckt auf seiner ersten Sitzung seine Ziele ab. Es nimmt sich mit der Ausrottung des Ketzertums, Vereinigung aller christlicher Völker in einer Kirche, der Beendigung von Kriegen zwischen christlichen Fürsten und einer Reform der Kirche an Haupt und Gliedern ein großes Programm vor. Dabei setzt sich die Haltung durch, dass ein Konzil über dem Papst stehe.

### Katastrophen
- Der sehr kalte Winter 1431/1432 bildet in Mitteleuropa den Auftakt für ein Jahrzehnt mit kalten Wintern, verbunden mit Hungerjahren. Schon Ende November frieren selbst große Flüsse wie Rhein und Donau zu.

## Geboren

### Geburtsdatum gesichert
- 1. Januar: Alexander VI., Papst († 1503)

### Genaues Geburtsdatum unbekannt
- Borommatrailokanat, König von Ayutthaya († 1488)
- Johann Filipec, Bischof von Großwardein († 1509)
- Keckhans von Gemmingen, deutscher Adliger, Herr von Gemmingen († 1487)
- Andrea Mantegna, italienischer Maler und Kupferstecher († 1506)
- Antonio Pollaiuolo, italienischer Bildhauer, Kupferstecher und Maler († 1498)
- François Villon, französischer Dichter, Scholar, Vagant und Krimineller († nach 1463)

### Geboren um 1431
- Vlad III. Drăculea, Herrscher der Walachei, bekannt durch Bram Stokers Dracula († 1476)
- William Hastings, englischer Adliger, 1. Baron Hastings († 1483)
- Jasper Tudor, englischer Adliger, Onkel König Heinrichs VII. von England († 1495)

## Gestorben

### Todesdatum gesichert
- 25. Januar: Karl II., der Kühne, Herzog von Lothringen (* 1364)
- 19. Februar: Heinrich von Gorkum, niederländischer Thomist und Theologieprofessor (* um 1378)
- 20. Februar: Martin V., Papst (* 1368)
- 1. April: Jean Jouvenel, französischer Jurist
- 5. April: Bernhard I., Markgraf von Baden (* 1364)
- 19. April: Adolf III., Graf von Waldeck zu Landau (* 1362)
- 6. Mai: Boleslaus I., Herzog von Teschen (* nach 1363)
- 30. Mai: Jeanne d’Arc („Jungfrau von Orléans“), französische Nationalheldin (* 1412)
- 2. Juli: Johann I., Graf von Saarwerden
- 2. Juli: Philipp von Ingelheim, Schöffe am Ingelheimer Oberhof und Ritter
- 3. Juli: Antonio Panciera, Bischof von Concordia und Patriarch von Aquileia (* 1350)
- 13. August: Violante von Bar, Königin von Aragón (* 1365)
- 24. August: Ruprecht II., Herzog von Lüben und Haynau (* 1392)
- 1. November: Nuno Álvares Pereira, portugiesischer Heerführer und Karmelit (* 1360)
- 23. November: Walter Fitzwalter, englischer Adeliger und Militär (* 1400)
- 1. Dezember: Elisabeth von Ziegenhain, Gräfin von Hanau (* um 1375)
- 8. Dezember: Hedwig Jagiellonica, polnische und litauische Prinzessin (* 1408)
- 12. Dezember: Ulrich von Albeck, Bischof von Verden und Bischof von Seckau
- 24. Dezember: Konrad von Vechta, Bischof von Verden und Olmütz sowie Erzbischof von Prag (* um 1370)

### Genaues Todesdatum unbekannt
- vor 27. Januar: Thomas Carew, englischer Militär
- April: Muhammad VIII., Sultan von Granada (* 1410)